# Нордмолл
Нордмолл — оптово-розничный центр, расположенный в пригороде Новосибирска в районе пересечения Северного объезда и Пашинского шоссе. Был поэтапно введён в эксплуатацию в 2016—2017 годах. Общая площадь — 200 000 м². Крупнейший торговый комплекс Сибири.

## История
Строительство торгового комплекса началось в 2014 году.
В 2016 году были введены в эксплуатацию первая и вторая очереди «Нордмолла», в 2017 году — третья очередь.

## Общие сведения
Оптово-розничный центр состоит из трёх корпусов, общая площадь которых составляет 200 000 м². Автомобильная парковка ОРЦ рассчитана на 3300 автомобилей.

## Собственники
Актив торгового комплекса принадлежит ООО «Норд сити молл», владельцем которого с июня 2019 года является кипрская Vochna holdings Co. limited, ранее ООО принадлежало кипрской компании Ortalion Commercial Ltd. Бенефициары «Норд сити молла» не раскрываются.

## Финансовые показатели
Финансовые показатели «Норд сити молла» на 2017 год:
- выручка — 112,2 млн ₽
- чистый убыток — 654,6 млн руб ₽
- долгосрочные обязательства — 4,9 млрд ₽[1]